# Aeschynomene heurckeana
Aeschynomene heurckeana är en ärtväxtart som beskrevs av John Gilbert Baker. Aeschynomene heurckeana ingår i släktet Aeschynomene och familjen ärtväxter. Inga underarter finns listade i Catalogue of Life.